# Jesús Ángel Turiel de la Cruz
Jesús Ángel Turiel de la Cruz   (Màlaga, 6 d'octubre de 1973), és un exfutbolista andalús, que jugava en la posició de migcampista.

## Trajectòria esportiva
Es va formar en les categories inferiors del Reial Valladolid, club al qual va arribar en edat infantil i al qual va pertànyer durant 14 temporades. Va jugar en el filial blanc-i-violeta en les temporades 1993-94 i 94-95.
La temporada 1995-96 dona el salt al primer equip, amb el qual debuta en Primera Divisió d'Espanya un 19 de novembre de 1995 en un Reial Valladolid 1-1 Celta de Vigo. En la seva primera temporada en la màxima categoria juga 8 partits i marca un gol. Una temporada més tard repeteix experiència amb el Reial Valladolid en Primera Divisió d'Espanya, jugant tot just 4 partits. La temporada 1997-98 juga en qualitat de cedit amb el CD Toledo a Segona Divisió (equip al qual arriba en el mercat d'hivern), disputant un total de 22 partits i marcant 3 dianes.
Regressa a la disciplina val·lisoletana en la temporada 1998-99, i completa una gran temporada en Primera Divisió d'Espanya jugant 29 partits i marcant 4 gols. Una temporada més tard completa la seva quarta temporada en l'equip del José Zorrilla, jugant 20 partits de Lliga. La temporada 2000-01 és la seva última temporada en el conjunt castellà, amb el qual disputa en la màxima categoria del campionat 21 partits i marca 2 gols.
L'estiu del 2001 finalitza contracte i encara que rep una oferta de renovació per part del Reial Valladolid, Turiel decideix fitxar pel Deportivo Alavés, que per aquell temps era el vigent subcampió de la UEFA. Complix una nova temporada en Primera Divisió d'Espanya i amb el conjunt vitorià disputa un total de 30 partits. Roman fins a la temporada 2003-04 en l'equip basc, jugant un total de 23 partits en la temporada 02-03, any en el qual l'Alabés descendeix a Segona divisió espanyola de futbol. La temporada 03-04 apareix en 31 partits de lliga en la categoria d'argent i assoleix marcar un gol.
La temporada 2004-05 continua en Segona Divisió però decideix canviar d'aires, ja que fitxa per l'Elx CF, amb el qual disputa 24 partits. Només dura un any en l'equip del Martínez Valero, ja que en la temporada 2005-06 fitxa per l'Hèrcules CF per dos anys. En la seva primera temporada allí, Turiel juga 27 partits i marca 1 gol, superant aquests registres en la seva segona temporada en l'equip, actuant en 31 partits i marcant 2 dianes.
Després de diversos anys en el futbol professional, Turiel decideix baixar una categoria, ja que en la temporada 2007-08 fitxa pel Pontevedra CF, un dels equips punters de la Segona B.